# Bilal Najdi
Bilal Mahmoud Najdi (tiếng Ả Rập: بلال محمود نجدي; sinh ngày 26 tháng 11 năm 1993) là một cầu thủ bóng đá người Liban thi đấu ở vị trí tiền vệ cho câu lạc bộ Al-Ansar và đội tuyển quốc gia Liban.